# Peuples indigènes d'Amérique du Sud
 (avril 2021).
Si vous disposez d'ouvrages ou d'articles de référence ou si vous connaissez des sites web de qualité traitant du thème abordé ici, merci de compléter l'article en donnant les références utiles à sa vérifiabilité et en les liant à la section « Notes et références ».

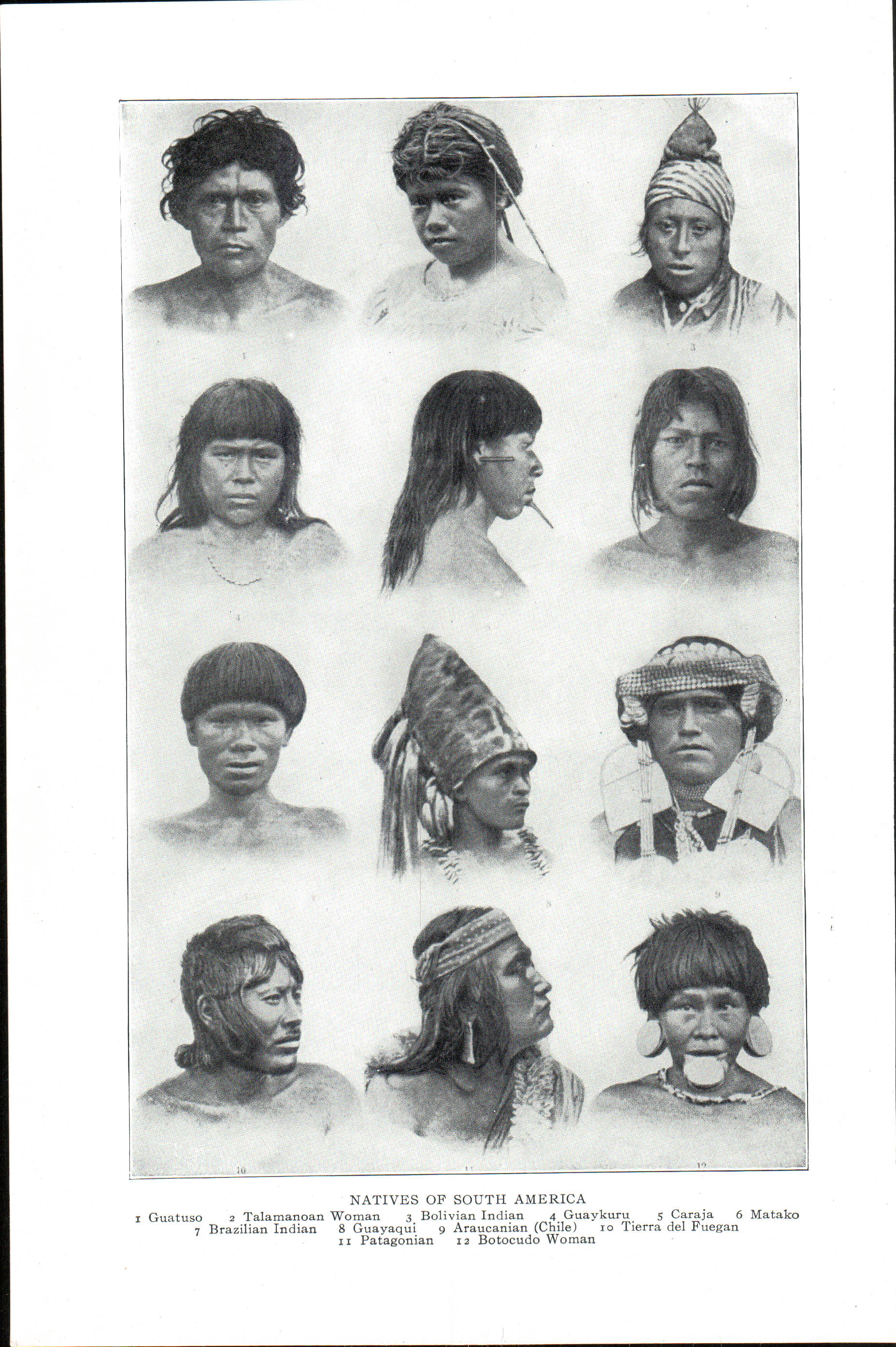
Représentations de peuples indigènes d'Amérique du Sud (1914)

Les peuples indigènes d'Amérique du Sud ou peuples amérindiens d'Amérique du Sud sont les peuples autochtones d'Amérique du Sud et leurs descendants actuels.

## Amérique centrale

### Chibchas

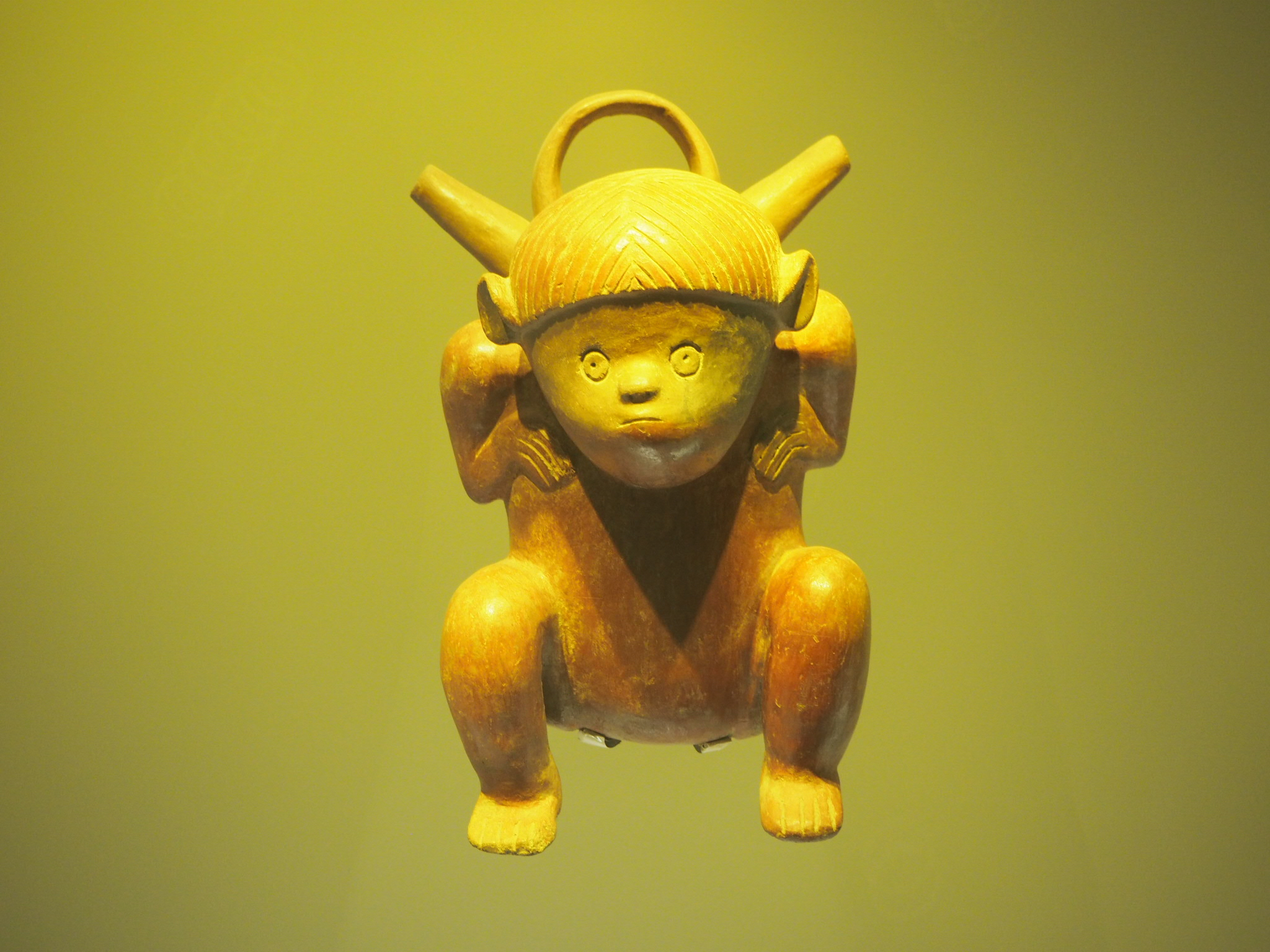
Art autochtone colombien

Les Chibchas occupaient un territoire s'étendant de l'actuel Guatemala à l'actuelle Colombie. C'est du peuple chibcha qu'est né le mythe de l'Eldorado. Celui-ci avait un art très élaboré de fabrication de bijouterie en or, en fournissait notamment aux Incas, et avait pour coutume de recouvrir de poussière d'or certains de ses morts et de les jeter au fond des lacs.

## Amérique du Sud

### Nations quechuas

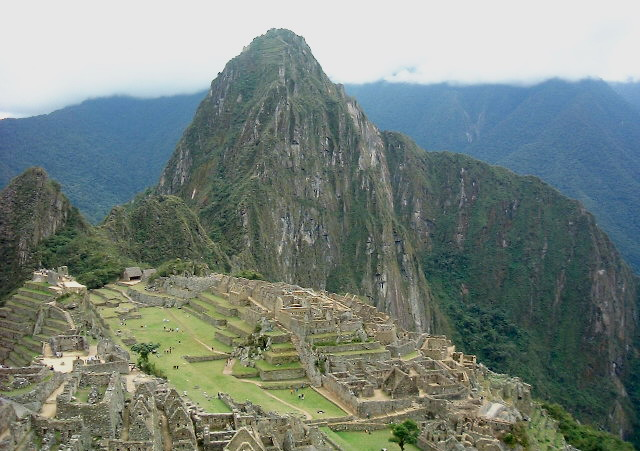
Le Machu Picchu, cité inca

Les Quechuas sont les dépositaires de la civilisation inca. L'empire inca s'étendait à son apogée sur la partie occidentale de l'Amérique du Sud, entre l'océan Pacifique et la cordillère des Andes. Cela représente un territoire long de 4 000 km et couvrant une superficie de plus de trois millions de kilomètres carrés. La capitale était Cuzco, située au Pérou.
La civilisation inca se développe du XIe au XVIe siècle. Leur règne sur l'Empire inca s'achève avec l'exécution d'Atahualpa, lors de la Conquête espagnole en 1533. La mort de l'Inca ne signifie pas la disparition du peuple quechua. Bien que la caste inca ait été dévastée, la langue quechua fut utilisée comme langue d'évangélisation et elle prit le pas sur d'autres langues autochtones. De ce fait, de nombreuses populations, très diverses culturellement se revendiquent aujourd'hui de la nation quechua. À l'heure actuelle, la langue quechua est bien vivante, on la retrouve principalement dans les provinces du Pérou (Sierra et Altiplano), de Bolivie (Chuquisaca, Cochabamba, Potosi) et d'Équateur.

### Nation aymara
La nation aymara est présente principalement sur le haut plateau bolivien (départements de La Paz, Oruro, Potosi) et également au sud du Pérou (Puno) et au nord du Chili (Iquique). Cette nation est unie par sa langue et sa culture originale trouve ses racines dans la culture Tiwanaku qui disparut au début du second millénaire de notre ère. Cette nation amérindienne compte environ 1,5 million de locuteurs principalement en milieu rural des régions citées.
Avant la révolution bolivienne de 1952, les indigènes étaient soumis à une stricte ségrégation. Les quartiers aisés des villes du pays leur étaient interdits : quiconque en croisait un était en droit de le déshabiller, de le frapper et de l'expulser. Ils étaient en outre privés du statut de citoyen et du droit de vote.

### Mapuches
Le terme « Mapuches », littéralement « Peuple de la Terre » en mapudungun, désigne les communautés aborigènes de la zone centre-sud du Chili et de l'Argentine, connues également sous le terme tombé en désuétude d'« Araucans ». Selon le recensement de 2002[réf. nécessaire], ils représentent 4 % de la population chilienne, soit un peu plus de 600 000 personnes, et on estime à environ 300 000 le nombre de Mapuches en Argentine.
Originaires de la cordillère des Andes chiliennes, ils ont propagé leur culture jusqu'à la Patagonie argentine, en passant par la Pampa, entre le XVIIIe et le XIXe siècle. Ni les Incas ni les Conquistadors ne réussirent à les soumettre. Cette formidable résistance a inspiré le fameux poème épique La Araucana (1569, 1578 et 1589) d'Alonso de Ercilla. Au Chili, ce n'est qu'en 1882, après une longue série de campagnes militaires, que Cornelio Saavedra réussit à les soumettre. Des groupes ont poursuivi la lutte armée jusqu'à la fin du XXe siècle.
La langue mapuche, le mapudungun, est uniquement orale. Elle a servi à transmettre des techniques agricoles, une religion animiste (sans panthéon comme c'est le cas dans les autres civilisations d'origine andine), une fête rituelle nommé guillatún, un sport assez proche du hockey connu sous le nom de palín (ou chueca) ainsi qu'un système d'autodéfense appelé kollellaullin.
La société mapuche s'organisait autour d'un lonko, chef de tribu qui soumettait son autorité en cas de guerre importante à un commandant (toqui).

### Peuples d'Amazonie
- Achuar
- Aguarunas
- Guaranis
- Matsigenka
- Shiwiar
- Shuars
- Zápara

### Peuplespatagonsetfuégiens
- Chonos
- Kawésqar
- Mánekenk
- Ona ou Selknam
- Puelches
- Tehuelches
- Yahgans ou Yagans ou Yamanas

Répartition géographique des peuples sud-amérindiens en Terre de Feu

Il convient de consulter : liste des peuples amérindiens d'Argentine, peuples indigènes du Chili.

## Part des populations indigènes et métisse en Amérique du Sud
Indigènes, métis et leur part cumulée dans la population du pays :[réf. nécessaire]
- Bolivie : 55 % d'indigènes et 30 % de métis, soit 85 % de la population
- Pérou : 45 % d'indigènes et 37 % de métis, soit 82 % de la population
- Équateur : 25 % d'indigènes et 55 % de métis, soit 80 % de la population
- Guyane, Guyana et Suriname : entre 5 et 20 % et [?]
- Paraguay : 5 % d'indigènes et 93,3 % de métis, soit 98,3 % de la population
- Venezuela : 2 % d'indigènes et 69 % de métis, soit 71 % de la population
- Colombie : 2 % d'indigènes, 60 % de métis
- Chili : 3,2 % d'indigènes et 44 % de métis[2]
- Uruguay 0 % d'indigènes et 8 % de métis, soit 8 % de la population
- Argentine : 2,5 % d'indigènes soit 1 million sur 41 millions d'habitants
- Brésil : indisponible

### Selon Lizcano 2005
Dans une étude de 2005, Francisco Lizcano donnait pour sa part les chiffres suivants pour les différentes ethnocultures des pays ibéroaméricains :
|                   |             | Ibériques |       |          |             |                 |                     |           |              |
| Pays              | Population  | Européens | Métis | Mulâtres | Amérindiens | Afrodescendants | Créoles & Garifunas | Orientaux | Dominante    |
| Brésil            | 170 406 000 | 53,8%     |       | 39,1%    | 0,4%        | 6,2%            |                     | 0,5%      | Afroeuropéen |
| Colombie          | 42 105 000  | 20,0%     | 53,2% | 21,0%    | 1,8%        | 3,9%            | 0,1%                |           | Afrométis    |
| Argentine         | 37 032 000  | 85,0%     | 11,1% |          | 1,0%        |                 |                     | 2,9%      | Européen     |
| Pérou             | 25 662 000  | 12,0%     | 32,0% | 9,7%     | 45,5%       |                 |                     | 0,8%      | Indométis    |
| Venezuela         | 24 170 000  | 16,9%     | 37,7% | 37,7%    | 2,7%        | 2,8%            |                     | 2,2%      | Afrométis    |
| Chili             | 15 211 000  | 52,7%     | 39,3% |          | 8,0%        |                 |                     |           | Européen     |
| Équateur          | 12 646 000  | 9,9%      | 41,0% | 5,0%     | 39,0%       | 5,0%            |                     | 0,1%      | Indométis    |
| Bolivie           | 8 329 000   | 15,0%     | 28,0% | 2,0%     | 55,0%       |                 |                     |           | Indométis    |
| Paraguay          | 5 496 000   | 20,0%     | 74,5% | 3,5%     | 1,5%        |                 |                     | 0,5%      | Métis        |
| Uruguay           | 3 337 000   | 88,0%     | 8,0%  | 4,0%     |             |                 |                     |           | Européen     |
| Amérique ibérique | 502 784 000 | 36,1%     | 30,3% | 20,3%    | 9,2%        | 3,2%            | 0,2%                | 0,7%      |              |

Lizcano regroupe les différents pays selon cinq dominantes de population : afroeuropéenne, afrométisse, européenne, indométisse, et métisse.
Il rassemble Européens, métis et mulâtres dans une catégorie Ibérique, ces populations partageant largement les mêmes cultures.
Le total Amérique ibérique comprend également les pays ibériques d'Amérique centrale et des Caraïbes, ainsi que le Mexique.